# Krystyna Kersten
Krystyna Kersten, que también escribió con el pseudónimo Jan Bujnowski (Poznań, 25 de mayo de 1931 - Varsovia, 10 de julio de 2008), fue una publicista e historiadora polaca. Se ocupaba de la historia polaca desde 1944 hasta 1956.
Su marido también fue un historiador. Se llamó Adam Kersten (1930-1983).

## Obras de Krystyna Kersten
- Repatriacja ludności polskiej po II wojnie światowej. Studium historyczne
- Historia polityczna Polski 1944-1956
- Narodziny systemu władzy. Polska 1943-1948
- Polska - probierz porozumień jałtańskich
- Jałta w polskiej perspektywie
- Między wyzwoleniem a zniewoleniem. Polska 1944-1956
- Polacy-Żydzi-Komunizm. Anatomia półprawd 1939-1968
- Rok pierwszy
- Pogrom Żydów w Kielcach 4 lipca 1946 r.
- Pisma rozproszone

- Datos: Q6439818
- Multimedia: Krystyna Kersten / Q6439818